# Coisas Nossas
Coisas Nossas é um filme brasileiro do gênero comédia musical de 1931, dirigido pelo estadunidense Wallace Downey e produzido pela Byington e Cia. O filme apresentava aspectos do Brasil dos anos 20 e início dos anos 30, contando com vários atores e cantores famosos da época, destacavam-se neles Stefana Macedo, Paraguassu e Zezé Lara. A gravação foi feita com a aparelhagem da Columbia, empresa editora e distribuidora de discos comerciais. O escritor Guilherme de Almeida gravou algumas palavras para a apresentação de uma sucessão de números musicais.
Lançado em 23 de novembro de 1931 no Cine Rosário, em São Paulo, é considerado o primeiro longa-metragem brasileiro inteiramente sincronizado com o uso do sistema Vitaphone a conter música e ruídos, além de ser o primeiro comercialmente bem sucedido. O sucesso absurdo do filme abriu caminho para outras produções que tratavam de samba e carnaval, sendo uma delas o filme "A Voz do Carnaval" de Adhemar Gonzaga, produzido pela Cinédia.
O longa inspirou o cantor e compositor Noel Rosa a compor o samba São Coisas Nossas.

## Enredo
No filme, uma série de acontecimentos cômicos são intercalados por números musicais: Dois amigos decidem realizar uma serenata para a mulher que amam. Durante os preparativos para a cerimônia, porém, um tenta trapacear contra o outro. Ao descobrir isso, uma briga estoura entre os dois e atrapalha os planos de ambos.
Enquanto isso, um homem alcoolizado deve cortar o cabelo de um jovem em sua barbearia, enquanto ele e o pai do menino conversam sobre a vida; eventualmente o barbeiro acaba realizando um péssimo trabalho no corte de cabelo do menino, o que causa uma confusão na barbearia. 
Depois disso, dois amigos se encontram e dividem histórias sobre a vida e trabalho de ambos, como quando um revela ter sido impedido de realizar um número musical no hotel em que se hospedava. Também é tratada a condição do negro escravo.

## Elenco
- Alvarenga
- Francisco Alves
- Sebastião Arruda
- Nenê Biolo
- Alzirinha Camargo
- Corita Cunha
- Guilherme de Almeida
- Helena Pinto de Carvalho
- Stefania Macedo
- Procópio Ferreira
- Gaó Gurgel
- Jararaca e Ratinho
- Batista Júnior
- Zezé Lara
- Paraguassu
- José Oliveira
- Arnaldo Pascuma
- Napoleão Tavares

## Lançamento
O filme foi lançado a 30 de novembro de 1931, no Cine Eldorado, no Rio de Janeiro, onde permaneceu por duas semanas em cartaz. Sua estreia oficial foi no Cine Rosário em São Paulo, uma semana antes, no dia 23 de novembro.

## Preservação
Coisas Nossas é considerado um filme perdido, pois nenhuma cópia do filme sobreviveu ao tempo. Apesar disso, um trailer promocional do longa onda mostra os bastidores do processo de gravação e sincronização dos discos com a película foi preservado na Cinemateca Brasileira. Fotografias e a trilha sonora também foram preservados. 